# Something Real (Inside Me/Inside You)
«Something Real (Inside Me/Inside You)» — восьмой по счёту сингл поп-рок-группы Mr. Mister, первый из четырёх синглов с альбома Go On...
Песня заняла двадцать девятое место в Billboard Hot 100 в 1987 году.
Она была включена в саундтрек к фильму Youngblood, а также звучала в фильме «Полиция Майами».

## Список композиций
7-дюймовый сингл
1. «Something Real (Inside Me/Inside You)» — 4:19
2. «Bare My Soul» — 4:31

12-дюймовый сингл
1. «Something Real (Inside Me/Inside You)» (Rock Dance Mix) — 6:24
2. «Something Real (Inside Me/Inside You)» (Instrumental) — 6:04
3. «Bare My Soul» — 4:31

## Чарты
| Чарт (1987)                             | Наивысшая позиция |
| --------------------------------------- | ----------------- |
| Canadian RPM 100                        | 38                |
| US Billboard Billboard Hot 100          | 29                |
| US Billboard Hot Mainstream Rock Tracks | 27                |